# تاراشيكومي

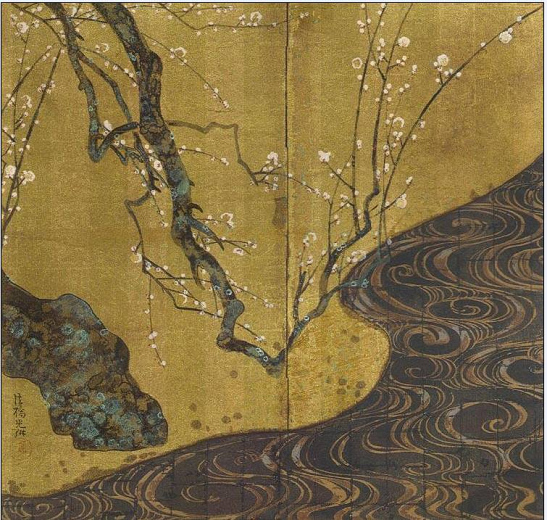
ذرة البرقوق البيضاء

تاراشيكومي (يعني "تقطر") هي تقنية رسم يابانية حيث يتم وضع طبقة ثانية من الطلاء قبل أن تجف الطبقة الأولى، يخلق هذا التأثير شكل تقطير للحصول على تفاصيل دقيقة مثل التموجات في الماء أو بتلات الزهور على الشجرة، كانت اللوحات اليابانية في الماضي تُرسم عادة على الورق (أو الحرير) بالألوان المائية، تعد اللوحات الموجودة في مقبرة كيوشو من أقدم الفنون اليابانية وقد تم رسمها على جدران المقبرة بين القرنين الخامس والسابع الميلادي، جاء الحرير والورق من الصين وفي القرن السابع كان يستخدم في المقام الأول للكتابة؛ مع ذلك فقد بدأ استخدامه في الفن خلال القرن الثامن، كان الحرير الأكثر شيوعًا لتعليق لوحات التمرير بينما اُستخدم الورق في فن الخط على لفائف اليد، تم استخدام نيكاوا (غراء الحيوانات) للطلاء  قد كان غراء مصنوعًا من جلد البقر أو جلود الحيوانات الأخرى.

## هونامي كوتسو
هونامي كويتسو (1558-1637) مستوحى من فترة هيان التي كانت نموذجًا للفن من الماضي البعيد، كانت هذه الأعمال شائعة بين الساموراي الذين حاولوا استحضار الماضي دون أن يفقدوا جمال فترة هاين. ألهم أساتذة وسائل الإعلام والمدارس الفنية المختلفة فنانين آخرين مما دفعهم لابتكار أنماطهم الفنية أو مدارسهم الخاصة، هونامي هي مصدر إلهام تاواريا ساتسو الذي اشتهر بتقنية تاراشيكومي، ألهم تاورايا أوغاتا كورين الذي وحد مدرسة رينبا مع شقيقه كنزان، تعد تقنية تاراشيكومي جزءًا من أسلوب مدرسة رينبا للفنون الزخرفية.

## تاوارايا سوتاتسو
أنشأ تاورايا وهونامي مدرسة جديدة للرسم الزخرفي التي أثرت لاحقًا على أوغاتا كورين، كسب تاورايا لقمة عيشه من خلال بيع لفائف مزينة وستائر ومراوح من متجره (إيا)  وهو أيضًا  معروف بلوحاته الطراشيكومية على المراوح والستائر، يذكرنا عمق أسلوب تاورايا بالرسم الصيني الواقعي ولكنه أكثر حرية. 
شوهد أسلوب تاورايا الجديد في الرسم بشكل رئيسي في لوحاته على الستائر ومن الأمثلة على أعماله الطراشيكومية Flowers و Grasses of the Four Seasons و Lotus and Waterfowl، تُعرف لفافة يده بعنوان Kitano Tenjin engi بعرضها الطراشيكومي الذي يحتوي على الغيوم والنفث من حولها،  قامت مدرسة الطوارية (1624-1644) برسم العديد من الستائر المطوية التي كانت عملية وكذلك جميلة، يمكن إعدادها وتوضيبها بسهولة مما يتيح للناس الاستمتاع بها موسمياً أو بشكل منفصل أو لمناسبة خاصة. كانت التنسيقات الشائعة مستوحاة من حكايات أو قصائد فنانين آخرين، لم يكن من المفترض أن تبقى الستائر في الزاوية مثل اللوحات الفنية الجدارية في المنازل الغربية الحديثة، يتكرر في بعض الأحيان منظر واحد على الستائر مما يجعل الصور تبدو كانما تتحرك على الستائر، تم تنسيق الستائر لتطوى على بعضها البعض وعززت حركة الطي من حركة الألواح ف اصبحت غالبًا ما تعطي الصور أبعادًا أكبر.
يشار إلى لوحات تاورايا باسم "أسلوب تاورايا". يمكن رؤية العديد من لوحاته على المراوح والمخطوطات، وأشهرها صور من The Tale of Genji، استخدمت لوحات أوغاتا هذا الأسلوب أيضًا ولكنها أبسط، على الرغم من أن تاوارايا سبقت أوغاتا إلا أن أسلوب أوغاتا الجديد سيحمل اسم رينبا (رين من نهاية اسمه الأول وبا من الكلمة اليابانية "المدرسة"، بالطبع يوجد بعض الاختلافات بين أعمال تاوارايا سوتاتسو وأسلوب أوغاتا كورين، كانت الاختلافات الرئيسية بين أسلوب تاوارايا وأسلوب رينبا الجديد هو أن الأخير استخدم خطوطًا أكثر وضوحًا كما زاد من كمية الألوان المستخدمة في اللوحات (خاصة على الستائر).

## مدرسة رينبا
كان رينبا أسلوبًا للرسم الزخرفي واشتهر بإضافة الفضة أو أوراق الذهب إلى اللوحات للتأثير، أعطى المظهر المعدني الخلفية لمعانًا أبرز الاشكال المطلية فوق الستائر. بالإضافة إلى ذلك أعطى هذا اللوحات صلابة أكبر بحيث تكون الشاشات أقل نفاذية، رسم فنانون يابانيون على الستائر باستخدام مكونات طلاء من طبقات مختلفة ,كان الحرير هو السطح المعتاد فبفضل نسيجه المفتوح يمكن للفنان الرسم على جانبي الشاشة (مما يجعل الستائر أكثر متانة)، هذه المتانة هي ما تجعل اسلوب تاراشيكومي مستطاع ويعطي الستائر (والأعمال الفنية الأخرى) نظرة مفصلة، يمكن لـتاراشيكومي إضافة تفاصيل (مثل أوراق الشجر أو الزهور على شجرة) مما يجعلها تبرز بشكل حيوي على الخلفية، جعلت طبقات الطلاء المقطرة البراعم على الشجرة تلمع والطحلب يتوهج فوق اللحاء المظلل فهي لم تقوي الشاشة فحسب بل أضفت جودة ثلاثية الأبعاد.
يشتهر الرسامون البوذيون بهذه التقنيات؛ صورukiyo ("العالم العائم") هي مثال على ذلك،  كانت هذه الصور شائعة بين الطبقة الوسطى خلال فترة إيدو، أما خارج حدود إيدو فقد أصبح العالم العائم مكانًا شهيرًا للهروب والمتعة من شوغونية توكوغاوا الصارمة، عندما كانت المياه مرتفعة كان العالم العائم موجودًا على ألواح خشبية مرتفعة تجمع الناس على الضفاف، تم العثور على نشاط خالي من الهموم في ذلك المكان مما يوفر مواد مثيرة للاهتمام للفنانين، يمكن للعاملين الهروب لبعض الوقت من عالمهم اليومي المرهق بدون أي التزامات والاسترخاء لبعض الوقت. 

## أوغاتا كورين
تم تعزيز تاراشيكومي من قبل أوغاتا كورين (1658-1716) وكان الاسم الأصلي لأوغاتا هو إيتشينوجو كوريتومي لكنه غيره للهروب من الديون، كان لديه أربعة أطفال من نساء مختلفات ومعروفًا بالرعونة، مع ذلك أصبح أوغاتا أحد رسامي ريمبا البارعين في اليابان، كانت بعض أعماله المبكرة عبارة عن لوحات على المعجبين رسمها من أجل الإمبراطورة الأرملة، بعد عام 1709 بدأ أوغاتا يكرس نفسه لأسلوب ريمبا ورسم العديد من اللوحات على الستائر مثل Irises (من حكايات Ise). يعتمد إيريسيس على جزء من الحكاية عندما يؤلف المسافر قصيدة بعد رؤية بركة بها قزحية يابانية جميلة (على الرغم من حذف أوغاتا للشاعر والجسر والبركة)، تم استخدام الزهور في ست ستائر.
مثال آخر على شاشات تاراشيكومي لأوغاتا هو Hakurakuten الذي يوضح تأثير تاوارايا، يتم تلوين بركة الماء التي يقبع فيها الجسر باستخدام صبغة ثانية من اللون مضافة بينما كانت الطبقة الأولى من الطلاء لا تزال رطبة، كانت أكثر ستائر أوغاتا شهرة هي أزهار البرقوق الأحمر والأبيض (1712-1713) وهي عبارة عن زوج من الستائر ذات شجرتين جذابة بشكل منفصل ولكنها جميلة عند توحيدها، يحوم التيار الفضي بين الشجرتين على خلفية ذهبية وتبرز نقاط اللون الأحمر والأبيض الأوراق والفاكهة على أشجار البرقوق حيث انهم يكسرون الألوان من خلال السيلان وهي رطبة جزئيًا، يتم تفصيل الأغصان والسيقان وجذوع الأشجار بتقنية تاراشيكومي، تبدو الصور عشوائية لكنها ليست كذلك (سمة مدرسة ريمبا)، كان ساكاي هويتسو (1761-1828) أستاذ آخر في مدرسة رايمبا وقد استخدم تقنية تاراشيكومي  لفائفه Night View of the Arched Bridge at the Sumiyoshi Shrine واستخدم هذا الأسلوب لطمس التأثيرات على لوحته.
تم تناقل الأساليب الفنية على مدى أجيال مما أدى إلى إنتاج الفنانين وسيخلق طلاب هؤلاء الفنانين أنماطًا أخرى جديدة، على الرغم من أن أوغاتا يُنسب إليها الفضل في إنشاء ريمبا إلا أن تاوارايا طورت تاراشيكومي (التي بدونها ستكون مدرسة ريمبا مختلفة تمامًا).